# ハーモニウム
ハーモニウム（ハルモニウム）は、フリーリードを用いた鍵盤楽器である。英語圏ではリード・オルガン（reed organ）とも呼ばれる。

## 歴史
この楽器は、パーラーオルガン（parlor organ）、パンプオルガン（pump organ）、キャビネットオルガン（cabinet organ）などさまざまな名称で呼ばれたが、フリーリードを用いて足で空気を送って発音するタイプのオルガンであることには変わりはない。通常は一段鍵盤だが、需要が増えるにつれ二段の鍵盤、チェレスタつき二段鍵盤、最盛期には電気モーターを備えたペダル鍵盤つきの商品も売り出された。

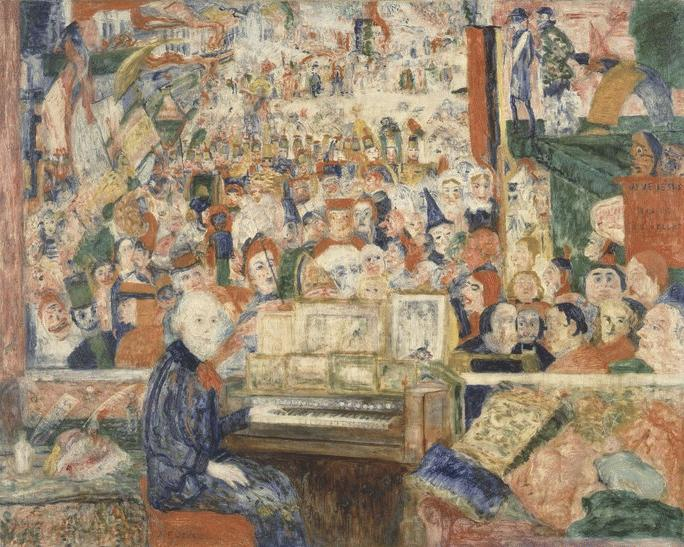
「Ensor at the Harmonium（オルガン(ハーモニウム)に向かうアンソール）」1933年(メナード美術館)蔵

パイプオルガンの設備投資が余りにも高額なため、アコーディオンのようなリードを用いてオルガンの代用を図って生み出されたのがこの楽器である。20世紀初頭にはKunstharmonium（芸術的ハーモニウム）とまで呼称され、オルガンを模したさまざまなストップが備え付けられた。特徴的なのが、鍵盤を一回押しただけであとは自動で持続されるProlongement（プロロンジュマン）と呼ばれる特殊装置であり、この持続音に乗ってカンティレーナが歌われる形式の作品も生み出された。
本物のオルガンの音色にはやはり及ばず、この楽器も衰退するのに時間はかからなかった。1980年代以後、シンセサイザーで音色を模倣するのも容易であったことも、追い討ちを掛けた。マックス・レーガーやジークフリート・カルク＝エーレルトの作品を演奏するためには、過去に製作された楽器を修理するしか方法がない。それでも、この楽器に対する情熱は世界中で根強く、各種財団等が楽器の保存に努めている。かつてはクシシュトフ・ペンデレツキも「ルドンの悪魔」で用いたが、楽器のメンテナンスが困難であることや弾き手がいなくなったことを理由に、多くの作曲家がこの楽器から離れることになった。
メーカーにはミュステル、メイソン・アンド・ハムリン、ティツなどが挙げられる。現在もハーモニウムの製作は細々と行われてはいるが、Kunstharmoniumの再製作は行われていない。
大中寅二は「日本のオルガン文化はリードオルガンこそふさわしい」と考え、多数の典礼作品を生み出したが、Kunstharmoniumを必ずしも想定していない。
近年、Jan HennigやJohannes Matthias Michelなどによって熱心な復興がなされている。

## インド音楽とハーモニウム

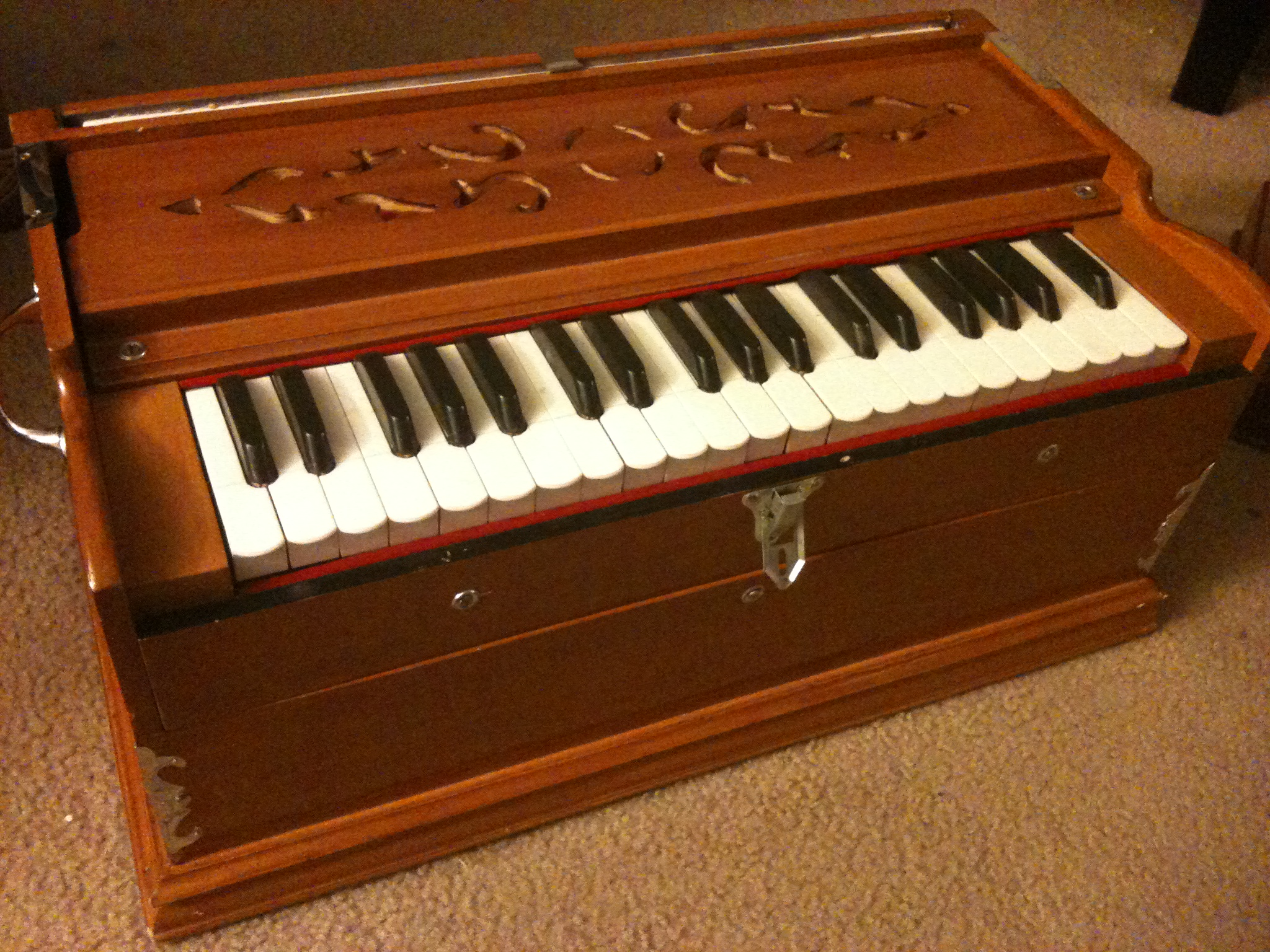
パキスタンのハーモニウム

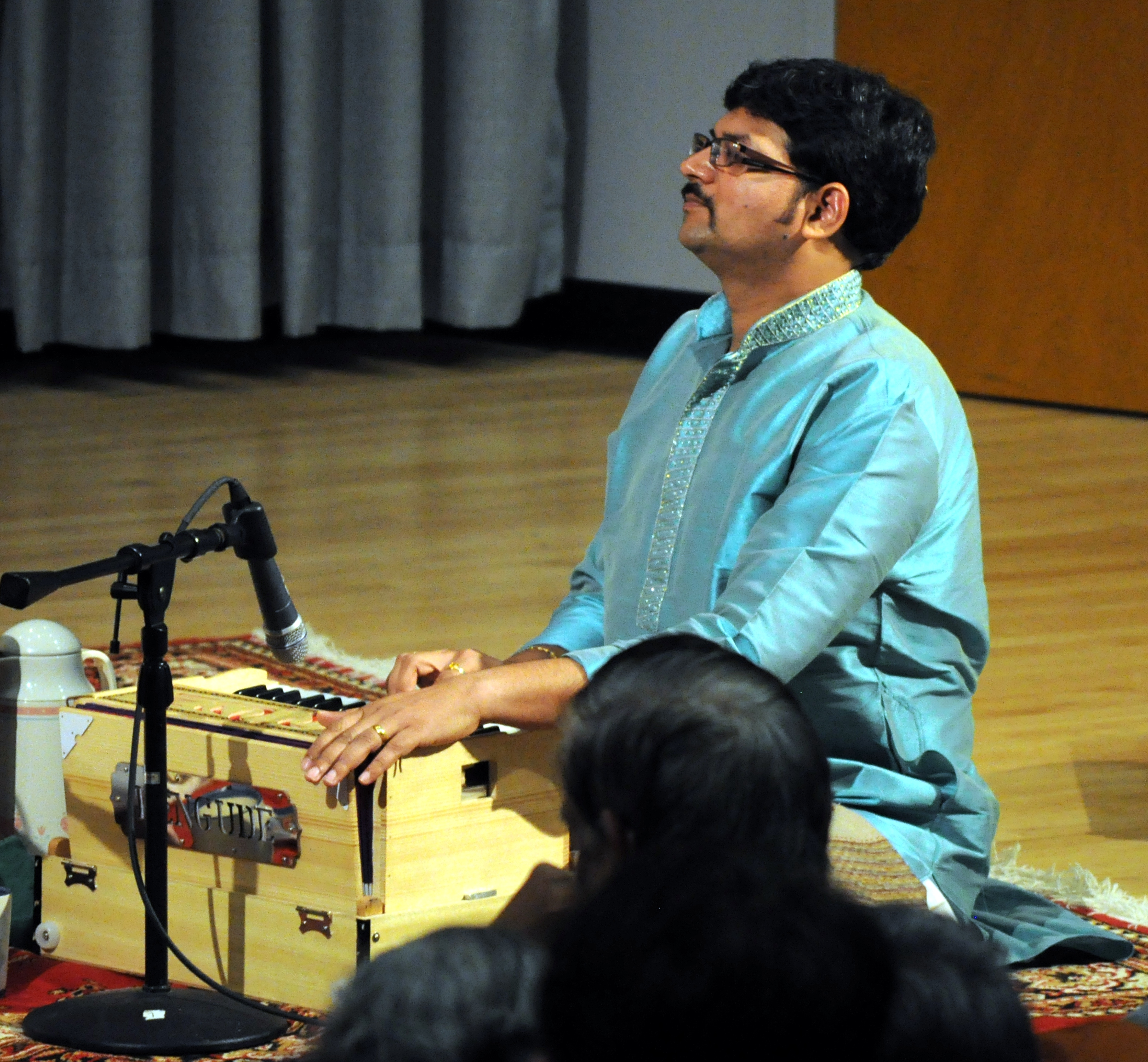
演奏例

インドがイギリスの統治下におかれてから、ハーモニウムも当然輸出されたが、インド音楽の伝統に添う形で改良され、いすに座って演奏するのではなく鍵盤を含めた個体が軽量化され、ひざの上に載せて演奏する形に変わっていった。現在もインド音楽で用いられる。

### シュルティボックス
シュルティボックス(shruti box)は、インドのハーモニウムの簡易版とも呼ぶべき楽器で、単音ないし和音のドローンを鳴らすことに特化している。

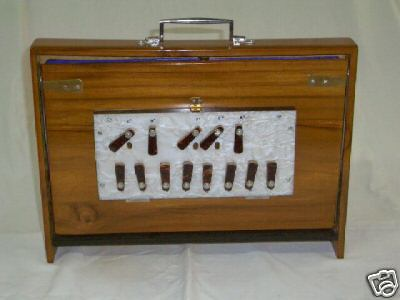
本体
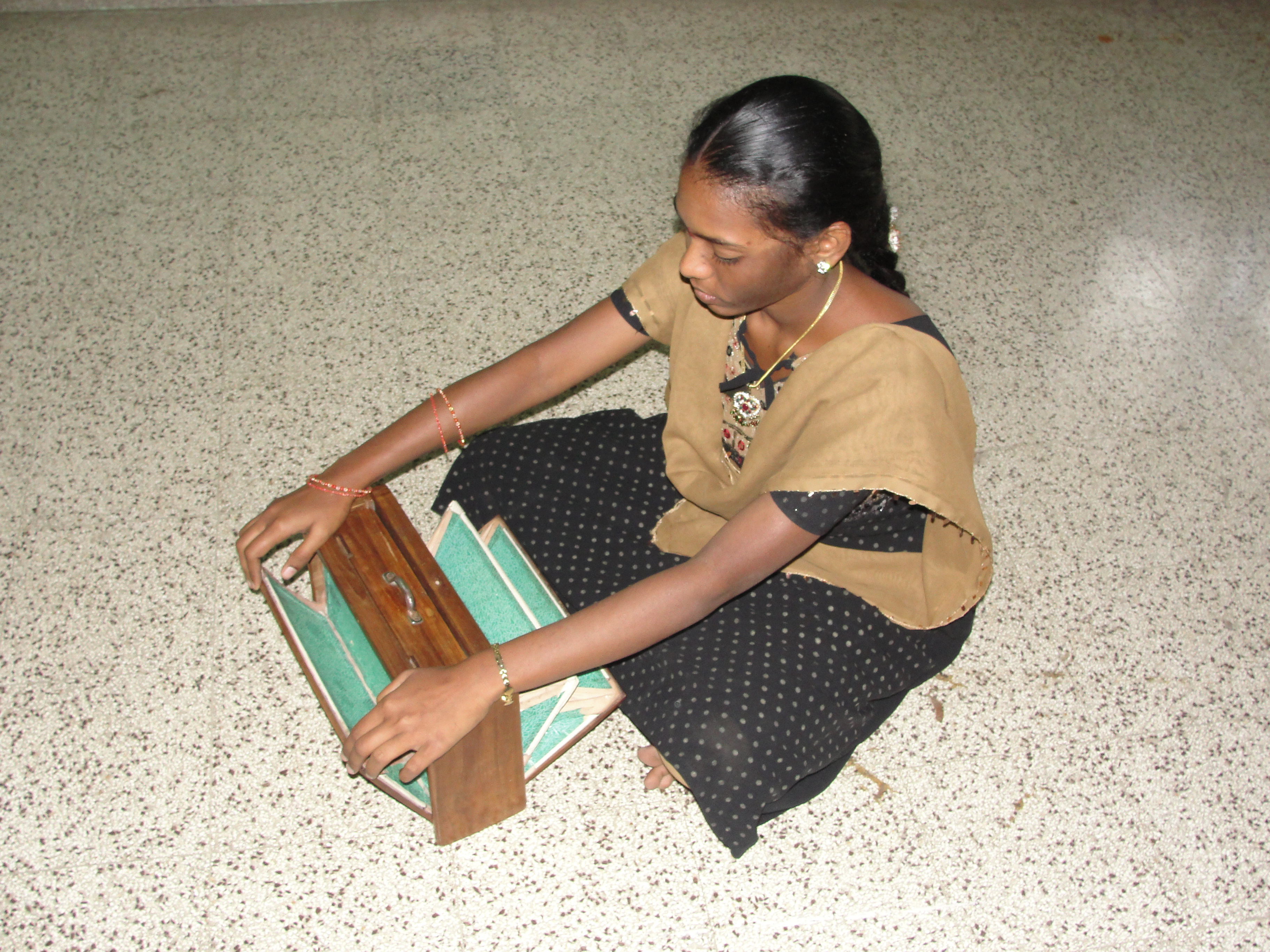
演奏姿勢

## ハーモニウムのために作曲した人々
- カミーユ・サン＝サーンス
- セザール・フランク
- ジョルジュ・ビゼー
- マックス・レーガー
- アーノルト・シェーンベルク（編曲）
- ジークフリート・カルク＝エーレルト
- サイモン・ジェフス
- 大中寅二